# Budelière
Budelière é uma comuna francesa na região administrativa da Nova Aquitânia, no departamento de Creuse. Estende-se por uma área de 25,07 km². Em 2010 a comuna tinha 723 habitantes (densidade: 28,8 hab./km²).